# Красуский, Константин Адамович
Константи́н Ада́мович Красу́ский (1867 — 1937) — русский химик.

## Биография
Окончил курс в Санкт-Петербургском университете по естественному отделению физико-математического факультета.
Был профессором неорганической, потом органической химии в Варшавском университете. Состоял профессором химии в киевском политехникуме и в Киевском университете. Получил степень доктора за диссертацию: «Исследование реакции аммиака и аминов с органическими окислами» (1911).
Напечатал (в «Журнале Русского Физико-Химического Общества» и в «Journ. f. prakt. Chemie»); «О действии спиртовой щелочи на дипропаргил» (совместно с А. Е. Фаворским); «О порядке присоединения хлорноватистой кислоты к этиленовым углеводородам»; «О влиянии хлора на порядок отщепления воды в альфа-хлороспиртах»; «О реакции образования альдегидов и кетонов из галоидных соединений этиленовых углеводородов»; «О реакции образования альдегидов и кетонов из альфа-хлороспиртов»; «О механизме изомеризации органических альфа-окисей» и др.; «Исследование изомерных превращений, совершающихся при участии органических окисей» (СПб., 1902; магистерская диссертация); «Zur Frage uber Structur des Isobutylenchlorhydrins».
Сотрудничал в 82-томном «Энциклопедическом Словаре» Брокгауза и Ефрона.
Член-корреспондент Всеукраинской академии наук (1926), член-корреспондент Академии наук СССР (1933).
Сестра - Анна Адамовна Красуская